# Inge Heybroek
Carl Erik "Inge" Heijbroek, född 12 oktober 1915 i Hilversum, död 9 februari 1956 i Dublin, var en nederländsk landhockeyspelare.
Heybroek blev olympisk bronsmedaljör i landhockey vid sommarspelen 1936 i Berlin.